# Maneto

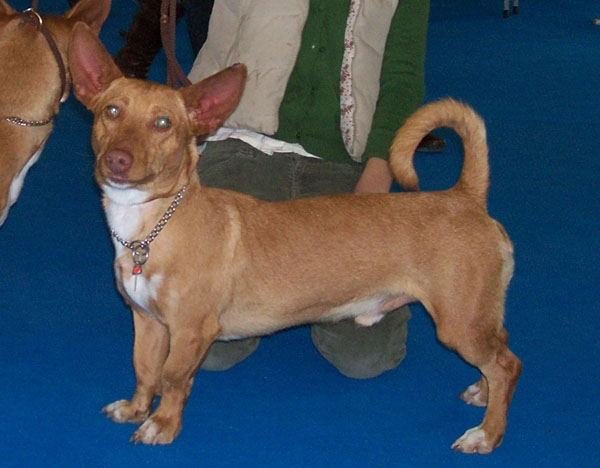
Maneto

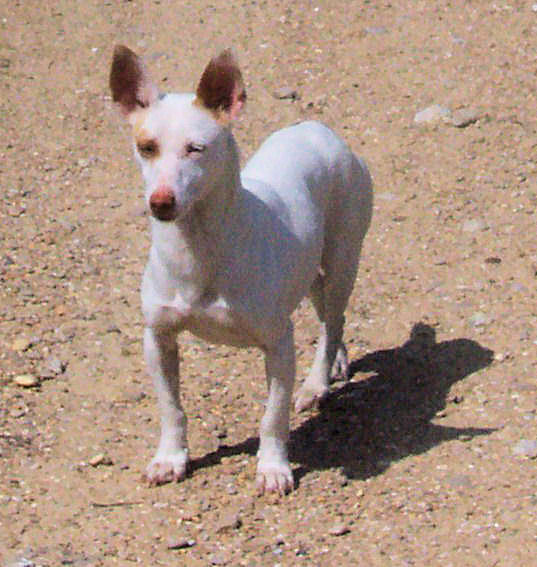
Maneto

Il Maneto o Andalusian Hound Maneto è una razza tipo podenco di cane originaria dell'Andalusia in Spagna. Deriva dal podenco andaluso di taglia media ed è usato per cacciare conigli, pernici, quaglie e per recuperare anatre dall'acqua.

## Storia
Non è noto da quanto tempo esiste questa variante del podenco andaluso; tuttavia, ci sono vecchi dipinti e fotografie del XIX secolo nelle province di Cadice e Malaga, luoghi dove ha avuto origine il Maneto.
La razza è riconosciuta con il nome Maneto dalla Real Sociedad Canina de España (RSCE) ed è elencata con il numero standard 408 nel gruppo 5, sezione 7. questa razza però non è ufficialmente riconosciuta da nessun altra associazione di cani nel resto del mondo. La parola "maneto" in spagnolo indica un impedimento o difetto in una qualsiasi delle mani o delle gambe.

## Caratteristiche
Le sue zampe sono corte rispetto al suo corpo (acondroplasia detto anche bassettismo) e le sue orecchie sono triangolari e smussate.
La testa stretta del Maneto ha la forma di un cono ed è larga la metà della sua lunghezza. 
Ha solo uno stop leggermente pronunciato. Il colore del naso e delle labbra varia dal miele al marrone. 
Il Maneto ha grandi orecchie erette che possono anche essere ripiegate. 
Le gambe sono corte e molto muscolose. 
L'altezza al garrese in questi segugi va dai 30 ai 36 centimetri con un peso approssimativo di 8-10 chili. 
La parte posteriore è arrotondata. 
I colori consentiti vanno dal cannella al rosso e poco bianco.
Cane dalla morfologia squadrata che gli conferisce l'aspetto di un cane compatto.
Sono monocolore e la loro aspettativa di vita è di circa 14-15 anni. 
Il maneto è un cane dal comportamento stabile, calmo e amichevole. Hanno una memoria lunga e imparano facilmente.
Il cane è molto adattato alla macchia di origine mediterranea con ruscelli, anfratti e rovi; zone in cui altri cani nativi dell'Andalusia non potrebbero nemmeno entrare, garantendogli una caratteristica unica nell'inseguimento delle sue prede. 
Grazie alle sue zampe corte, è un esperto nella ricerca in conterreni vegetazione estesa.